# Antoni Folch de Cardona
Antoni Folch de Cardona (València, 1657 - Viena, 1724), fill de Felip de Cardona i Palafox, marquès de Guadalest, i de Luisa María de Sotomayor, va ordenar-se de ben jove com a frare franciscà i va progressar ràpidament en la carrera eclesiàstica fins a ser nomenat arquebisbe de València. Va posicionar-se contra els excessos borbònics durant la Guerra de Successió Espanyola.
Al morir el seu pare, amb quinze anys, es traslladà a Madrid, sent ben acollit per la cort de Carles II. Després ingressà en la milícia, i serví com a capità d'infanteria a Galícia i en les fronteres de Portugal.
Sense que se'n sàpiga el motiu, abandonà la milícia i ingressà en l'orde franciscà, prenent l'hàbit a Palència. Successivament, fou col·legiat major del de San Pedro i San Pablo de la Universitat d'Alcalá de Henares, lector de filosofia i teologia, guardià dels convents de Palència i Àvila, comissari general d'Índies, etc. Finalment, per butlla del 3 de febrer de 1696, fou designat arquebisbe de València.
Durant la Guerra de Successió Espanyola, prengué part per l'arxiduc d'Àustria (Carles III). Després de l'ocupació de València per part dels borbònics, emigrà a Viena, on fou acollit per l'arxiduc, ja convertit en l'emperador Carles VI (1710). L'emperador el nomenà conseller àulic i president del Consell d'Espanya i Itàlia.

## Obres
- Abstractum valentini manualis
- Cartas pastorales
- Representación al Sumo Pontifice Clemente XI sobre beatificación del V. P. Francisco Jerónimo Simó[2]